# Stefania Paccagnella
Stefania Paccagnella (Campo San Martino, 3 agosto 1973) è un'ex pallavolista italiana.
Giocava nel ruolo di centrale.

## Carriera
La carriera di Stefania Paccagnella inizia nel 1998 nel Volley Ball San Martino, dove resta per quattro annata disputando il campionato di Terza e Seconda Divisione e la Serie D. Debutta nella pallavolo professionistica nella stagione 1992-93 con la Pallavolo Carrarese, in Serie A2: conquista la promozione in Serie A1, categoria dove milita nella stagione successiva con lo stesso club.
Per il campionato 1994-95 veste la meglia del Volley Bergamo, mentre in quello 1995-96 quella dell'Amatori Volley Bari: nell'annata 1996-97 viene ingaggiata dalla Pallavolo Femminile Matera, a cui resta legata per quattro annate; in questo periodo ottiene anche diverse convocazioni nella nazionale italiana.
Dopo una stagione al Team Volley Imola ed una alla Pallavolo Reggio Emilia, sempre in Serie A1, nella stagione 2002-03 passa al Vicenza Volley, con cui allaccia un sodalizio durato otto stagioni, anche quando, nella stagione 2009-10, la società cambia nome in Joy Volley Vicenza dopo essere retrocessa in Serie A2. Nell'annata 2010-11 partecipa alla Serie B2 con la neopromossa Fratte Volley: al termine del campionato si ritira dall'attività agonistica.